# Fitzgeralds Las Vegas
Le Fitzgeralds est un hôtel-casino situé dans le Downtown de Las Vegas.
Le Fitzgeralds est à côté du Four Queens, il est situé au bout de Fremont Street Experience. L'hôtel dispose de 624 chambres et de 14 suites. L'hôtel dispose aussi de plusieurs restaurants (Molly's Buffet, Limericks Steakhouse, Shamrock Cafe, McDonald's et Krispy Kreme).
Le décor est basé sur l'Irlande et les symboles de chance que sont les trèfles et les leprechauns.
Il apparaît dans le jeu vidéo Grand Theft Auto: San Andreas sous le nom de The Emerald Isle.